# Insomnio (película de 1998)
Insomnio es una película española dirigida por Chus Gutiérrez.

## Argumento
Son tres historias cuyo punto en común es el insomnio.
- Eva (Cristina Marcos) acaba de tener su primer hijo y no deja de llorar día y noche. Ya no sabe qué hacer...

- Alba (Candela Peña) le ha dejado su novio por teléfono y del disgusto se pasa varios días sin pegar ojo.

- Juan (Ernesto Alterio) está a punto de casarse con su mujer (María Pujalte), que es algo mandona... Él no lo tiene muy claro y está muy nervioso...

## Comentarios
Rodada en Madrid.

## Premios
- Festival Internacional de Cine de Comedia de Peñíscola: Mejor actriz para Cristina Marcos (1998)

- Datos: Q5916940